# Pięta (herb szlachecki)

Herb Pięta albo Ustarbowski II

Herb Pięta odmienny albo Ustarbowski III

Herb Ustarbowski IV

Pięta (Pienta, Piente, Pientta, Pyanthe, Pyonte, Pyonthe, Ustarbowski II, Leliwa odmienny) – kaszubski herb szlachecki, znany z jedynej pieczęci, odmiana herbu Leliwa.

## Opis herbu
Herb znany przynajmniej w dwóch wariantach. Opisy z wykorzystaniem klasycznych zasad blazonowania:
Pięta (Ustarbowski II): W polu półksiężyc z gwiazdą pomiędzy rogami. Klejnot - nad hełmem bez korony samo godło. Labry. Barwy nieznane.
Pięta odmienny (Ustarbowski III): W polu półksiężyc z gwiazdą między rogami, ponad nią serce (tarcza rycerska?) przeszyte mieczem lewoskośnie w górę. Klejnot i barwy niewiadome.
Ustarbowski IV (Leliwa odmienny, Księżyc odmienny): W polu błękitnym półksiężyc złoty, ponad którym trzy gwiazdy srebrne 1 i 2. Na tarczy hełm bez korony, z labrami błękitnymi podbitymi złotem.

## Najwcześniejsze wzmianki
Herb Pięta: Pieczęć Adama Pięty z Ustarbowa, ławnika puckiego, przyłożona do dokumentu z 1600 roku. Wcześniejsze jego pieczęcie, z lat 1591 i 1592, zawierały samą tarczę z godłem.
Herb Pięta odmienny: Pieczęć Filipa Ustarbowskiego, ławnika mirachowskiego z trzech dokumentów z 1615 roku.
Herb Ustarbowski IV: Płaskorzeźba nad krużgankiem budynku Uniwersytetu w Padwie, wyobrażająca herb Rafała Ustarbowskiego, konsyliarza korporacji polskich studentów w Padwie, wybranego w 1660 roku.

## Herbowni
Pięta (Pienta, Piente, Pientta, Pyanthe, Pyonte, Pyonthe). Był to także prawdopodobnie pierwotny herb Pięta-Ustarbowskich, których w latach późniejszych notowano z herbem Ustarbowski. Herb Pięta odmienny może być pośrednim etapem procesu zamiany herbów.